# Razzy Hammadi
« Hammadi » redirige ici. Pour les articles homophones, voir Ahmadi et Hamady.
Razzy Hammadi, né le 22 février 1979 à Toulon, est un homme politique français.
Président du Mouvement des jeunes socialistes de décembre 2005 à novembre 2007, il est secrétaire national du Parti socialiste au service public depuis novembre 2008. Il est député de la septième circonscription de la Seine-Saint-Denis (Montreuil et Bagnolet) du 17 juin 2012 au 11 juin 2017.

## Famille
Razzy Hammadi est le fils d'Abdelkrim Hammadi, commerçant algérien, et Faouzia Chérif, assistante maternelle tunisienne,.

## Formation
Il est titulaire d'un baccalauréat scientifique et d'un diplôme d'études approfondies (DEA) en économie sociale et comparée (obtenu à l'université Panthéon-Sorbonne).
En 2009, il est chef de projet dans le cadre du lancement du fil “Habitat et urbanisme” du groupe de presse professionnelle AEF.

## Vie politique

### Au Mouvement des jeunes socialistes
Razzy Hammadi prolonge son engagement associatif en s'engageant au Parti socialiste en 1998, puis au Mouvement des jeunes socialistes (MJS) l'année suivante.
Il devient ensuite secrétaire de section du Parti socialiste, puis entre en 2001 au Bureau national du Mouvement des jeunes socialistes dont il devient secrétaire national aux questions économiques et aux activités internationales, avant de devenir secrétaire national aux Fédérations. Un temps proche de la Gauche socialiste de Julien Dray, il rejoint la tendance Nouvelle gauche fondée par Benoît Hamon.
Le 11 décembre 2005, il est élu président du Mouvement des jeunes socialistes lors du congrès de Paris avec 92 % des votes et succède à David Lebon.
Au cours des protestations contre le contrat première embauche, il fait activement participer le MJS contre la politique gouvernementale, aux côtés du front syndical étudiant et salarié. Plus tard, il invitera les autres jeunes dirigeants syndicaux, comme Bruno Julliard ou Karl Stoeckel à s'exprimer lors de manifestations du MJS.
Hammadi est membre du courant Nouveau Parti socialiste au Parti socialiste. En 2006, il a soutenu Laurent Fabius à l'investiture du PS pour l'élection présidentielle, ce qui a provoqué des tensions internes au MJS.

### Au Parti socialiste
Après la fin de son mandat de président du MJS, au congrès de Bordeaux, en novembre 2007, il est nommé secrétaire national du PS « à la riposte » par François Hollande. Il réagit, depuis lors, à l'actualité et aux prises de position de la droite.
Il coécrit avec Claude Villers La gauche la plus bête du monde (?), paru en février 2008.
Durant le congrès de Reims du Parti socialiste, il se range aux côtés de Benoît Hamon sur la motion C, « Un monde d'avance, Reconstruire l'espoir à gauche ». Il défend ensuite l'idée d'une alliance des motions A, D et C (présentées par Bertrand Delanoë, Martine Aubry et Benoît Hamon), face à la motion E de Gérard Collomb qui soutient Ségolène Royal. Il est nommé secrétaire national du PS aux services publics de l'équipe de Martine Aubry en novembre 2008. Il organise à ce titre la votation citoyenne pour La Poste qui mobilise près de 2 millions de votants autour de 10 000 isoloirs.
Entre 2008 et 2009, il est employé par MAAT, une société de gestion des HLM. Un rapport rédigé par un expert-comptable est remis le 31 décembre 2011 au tribunal de commerce de Paris dans lequel ce dernier s'interroge « sur la réalité de la prestation salariée » de Razzy Hammadi. De son côté, Hammadi déclare qu'il travaillait quotidiennement comme consultant.
Issu de la gauche du PS, il se démarque des Frondeurs et voit son ralliement à la ligne majoritaire récompensé par un poste de porte-parole du PS (succédant à Juliette Méadel entrée au gouvernement) en avril 2016. Si en 2013, il jugeait que « Valls ne rend pas service à la gauche », deux ans plus tard, il juge l'aile droite du parti « réelle et pragmatique ».
Il parraine la candidature de Benoît Hamon pour l'élection présidentielle de 2017. Il est nommé responsable thématique « Consommation » de sa campagne présidentielle,.

### Député de Seine-Saint-Denis
Il est candidat aux élections législatives de 2012 dans la Septième circonscription de la Seine-Saint-Denis (territoire de Montreuil et de Bagnolet) où il est investi par les instances nationales. Au premier tour, il finit premier avec 36,71 % des suffrages exprimés devant le député sortant, Jean-Pierre Brard de la Convention pour une alternative progressiste (32,75 %). En vertu d'un accord entre le PS et le Front de Gauche, Jean-Pierre Brard se désiste au second tour et Hammadi, seul candidat en lice, est élu avec 100 % des suffrages et un taux de participation de 22,63 %.
Il vote contre le traité budgétaire européen en octobre 2012,.
En parallèle de son mandat de député, il dirige un cabinet de conseil (depuis 2010), HBQ Conseil.
Se désolidarisant des frondeurs au cours de l'année 2014, il intègre fin septembre 2014 la commission des finances à l'occasion d'un remaniement d'autorité du président du Groupe SRC Bruno Le Roux.
Candidat à sa réélection lors des élections législatives de 2017, il est éliminé dès le premier tour avec 9,85 % des voix.

### Candidatures aux élections municipales
Razzy Hammadi a été deux fois candidat aux élections municipales, à Orly (2008) puis à Montreuil (2014).

#### La tentative d'implantation à Orly (2008)
Après que l'on a évoqué pour les élections municipales de 2008 sa candidature à Hénin-Beaumont, où la discorde règne parmi les socialistes locaux, Hammadi annonce en octobre 2007 son intention d'être le candidat du Parti socialiste à Orly. Cependant son inscription sur les listes électorales d'Orly (il résidait auparavant à Saint-Maurice, également dans le Val-de-Marne) ainsi que celles d'une quinzaine de ses camarades du Mouvement des jeunes socialistes, sont rejetées par la commission administrative électorale d'Orly, avant que celle de Hammadi soit acceptée. Le Canard enchaîné avait en effet révélé le manque manifeste d'attachement à la commune de certains d'entre eux : il n'y avaient ni domiciliation, ni inscription aux impôts.
En novembre 2007, soutenu par la direction nationale, il est désigné chef de file du Parti socialiste (PS) pour l'élection municipale à Orly pour tenter de succéder au maire communiste Gaston Viens. Il se présente finalement à cette élection municipale sous la double étiquette PS - Parti radical de gauche (PRG).
Soutenu par des personnalités politiques et du monde du spectacle telles que Renaud, il obtient au premier tour 13,3 % des voix et la quatrième place. Hammadi peut maintenir sa liste pour le second tour mais choisit de la retirer sans donner de consigne de vote tout en accusant la candidate et sénatrice communiste Odette Terrade, arrivée deuxième, de trahison et de mensonge.

#### L'implantation à Montreuil (2014)
En décembre 2012, il annonce ses divergences avec Dominique Voynet et Jean-Pierre Brard à Montreuil (dont il est le député) et indique qu'il « prendra ses responsabilités si nécessaire », ce que certains observateurs interprètent comme une future candidature aux municipales.   
En décembre 2013, soit plus de six mois après l'agression, mais en pleine campagne électorale pour la mairie de Montreuil, une vidéo diffusée sur Internet le montre proférant des insultes à des inconnus à Montreuil,. L'extrait diffusé le montre proférant des insultes tels que « l'affaire est terminée, enculé de ta race », « fils de pute ! ». Il prévient qu'il va « faire descendre toutes les cités de Montreuil ». Tout en déclarant « regretter les termes qu'il a utilisés » le député précise que « Personne ne peut comprendre ces images en dehors du contexte de violence et de peur dans lequel ma compagne, mes amis et moi-même étions. Pris à partie par une bande de voyous extérieurs à la ville, nous avons été insultés et l’une des personnes qui m’accompagnait a été physiquement agressée ». Razzy Hammadi avait déposé plainte dès le lendemain pour agression. Il se demande même si l'agression n'avait pas été préméditée, et souligne que la vidéo est relayée par ses opposants. Le Front national a demandé son exclusion du Parti socialiste,, et l'UMP a dénoncé « une attitude indigne ». Le Parti socialiste, lui, dénonçait une manœuvre politique « détestable ». 
Lors des municipales de mars 2014 deux mois plus tard, sa liste est éliminée dès le premier tour ne recueillant que 9,8 % des voix, en sixième position derrière notamment les listes de Jean-Pierre Brard, et de la dissidente socialiste Mouna Viprey. Il se retire personnellement tandis que ses colistiers rejoignent au second tour la liste d'union menée par Patrice Bessac (Front de gauche) et Ibrahim Dufriche-Soilihi (Europe Écologie Les Verts) qui l'emportera.

## Reconversion professionnelle
En février 2018, il rejoint l'agence d’information en ligne News Tank Cities
En 2020, il est directeur pédagogique du MBA management des transitions urbaines à l'Institut Léonard de Vinci.